# Yoake no subete
Yoake no subete (夜明けのすべて, englisch All the Long Nights) ist ein japanischer Spielfilm, der auf dem gleichnamigen Roman von Maiko Sae (瀬尾まいこ) beruht. Er feierte am 21. Februar 2024 auf der 74. Berlinale internationale Premiere und wurde auf der Berlinale in der Sektion Forum gezeigt.

## Handlung
Yoake no subete handelt von zwei Personen, die sich an ihrem Arbeitsplatz kennenlernen. Misa Fujisawa leidet unter PMS (Prämenstruelles Syndrom), sie kann ihre Gereiztheit dann nicht unter Kontrolle bringen und explodiert einmal im Monat vor Wut. Diese Zustände haben sie dazu veranlasst, den Arbeitsplatz zu wechseln. An ihrem jetzigen Arbeitsplatz bei Kurita Optics trifft sie auf den neu eingestellten Takatoshi Yamazoe, der von Panikattacken gequält wird. Seine Ängste haben ihm die Lebensfreunde und Energie geraubt und lethargisch werden lassen. Nicht zuletzt durch das Verständnis und Einfühlvermögen der Kollegen entwickelt sich zwischen Misa und Takatoshi ein besonderes Gefühl, als wären sie weder Liebende noch Freunde, sondern Kameraden. Schließlich beginnen beide zu glauben, dass sie sich gegenseitig helfen können, auch wenn sich ihre eigenen Symptome nicht verbessern, einfach dadurch, dass sie sich gegenseitig beistehen.

## Produktion
Regisseur Miyake nimmt bereits zum zweiten Mal mit einem Film an einer Berlinale teil. Er nennt die „Möglichkeit, zu zeigen, wie ein einzigartiges Paar … auf eine andere Weise als in einer Romanze glücklich miteinander leben kann“, als Dreh- und Angelpunkt für die Entstehung des Films. Seine Hauptdarsteller Mone Kamishiraishi und Hokuto Matsumura traten bereits erfolgreich zusammen in der Fernsehserie Come Come Everybody des japanischen Senders NHK auf. Matsumura wurde bei den 46. Japan Academy Awards für seine Rolle in xxxHOLiC als „Newcomer of the Year“ ausgezeichnet. Die Filmmusik stammt von Hi'Spec.
Der Kinostart des Films war in Japan am 9. Februar 2024. Er wurde von Bandai Namco Filmworks in Japan produziert.

## Rezeption
Bei der Berlinale erhielt Yoake no subete unterschiedliche Kritiken. Lysann Leyh schrieb auf der Kinowebsite cineman Folgendes: „... der Film [wirkt] leider etwas langatmig und ermüdend. Es ist jedoch schön zu beobachten, wie sich zwei Menschen auch ohne romantische Beziehung gegenseitig gut tun können. «All the Long Nights» ist ein sanfter, realitätsnaher Film über Akzeptanz, Reflexion und Selbstfindung.“ Manuel Schubert ordnete Yoake no subete im Filmanzeiger des taz Blogs unter die unverzichtbaren Filme ein.

## Auszeichnungen und Nominierungen
- 2024: Internationale Filmfestspiele Berlin 2024